# Monsoon (musikgrupp)
Monsoon var det första indipopbandet, dvs det första europeiska eller amerikanska popbandet som helhjärtat satsade på en fusion av västerländska och indiska popstilar, inte att förväxla med indisk filmmusik. Monsoon bildades i början av 1980-talet av en brittisk progressiv poptrio som bestod av då tonåriga sångerskan Sheila Chandra, producenten Steve Coe, och basgitarristen Martin Smith. Musikstilen kallas indipop, ej att förväxla med indiepop (även om bandet faktiskt försökte vara obeorende), och är en subgenre till världsmusik/worldbeat.
Monsoons poplåtar var i grunden inte annorlunda än de flesta, men tillägget av indiska instrument och Sheila Chandras röst gav suggestiva associationer av Orienten. Deras enda album Third Eye (1983) var full av låtar som inte hörts på de brittiska topplistorna sedan George Harrisons indiska utflykter med The Beatles. De är bäst ihågkomna för sin singel "Ever So Lonely" som nådde en tolfteplats i Storbritannien i april 1982. Midge Ure (Ultravox och Band Aid), regisserade videon till Monsoons andra hitsingel "Shakti".

## Bakgrund
Omkring 1980 kunde unga britter av indiskt/pakistanskt ursprung konstatera att de saknade en egen popmusik till skillnad från de karibiska och afrikanska invandrarna eller invandrarbarnen. Reggaen, med ursprung från Jamaica, hade varit stor sedan slutet av 1960-talet, och i Storbritannien fanns en mängd framgångsrika band som UB40, Steel Pulse, Aswad, Capital Letters och Misty in Roots. Mikrofonartister (toasters) av jamaicanskt slag fanns i Storbritannien, till exempel Clint Eastwood och General Zaint. Dessutom var man mitt i ska revival-perioden, dvs 2-tone, med band som The Specials, The Selecter, The Beat, Madness och Bad Manners. Reggaebanden dominerade den årliga multikulturella Notting Hill-karnevalen före socan med ursprung i Trinidad & Tobago. Frankrike hade sina karibiska band, som till exempel Kassav inom zouk-genren plus en uppsättning band av afrikanskt ursprung. Som en reaktion på detta bildade en ännu tonårig Sheila Chandra bandet Monsoon med Steve Coe (som blev bandets producent) och Martin Smith.

## Indipop
Monsoons sound slog de asiatiska samhällena i världens storstäder med häpnad - det var samtida och något helt annat än de "disco på hindi"-album, den tidiga bhangran och de James Bond-påverkade indiska kioskvältarfilmerna. För både asiatisk och västerländsk publik representerade Monsoons sound ett slags "evolutionärt musikaliskt språng".
Monsoon tredje singel, "Tomorrow Never Knows" (en cover av en Beatles-låt), gästspelades av Bill Nelson (Be-Bop Deluxe), Preston Heyman, Dave Balfe och Merrick (från Adam and The Ants).
På grund av musikaliska åsiktskillnader med sitt skivbolag Phonogram upplöstes Monsoon redan 1982. Sheila Chandra startade en solokarriär med hjälp av Steve Coe (lyrik och produktion) och Martin Smith, och ibland presenterades musiken under bandnamnet Ganges Orchestra. Phonogram släppte albumet Third Eye 1983, när Monsoon alltså redan avvecklats.

## Diskografi
Album
- 1983 – Third Eye
  - Spår: Wings of the Dawn (Prem Kavita), Tomorrow Never Knows, Third Eye and Tikka T.V., Eyes, Shakti (The Meaning of Within), Ever So Lonely, You Can't Take Me With You, And I You, Kashmir, Watchers of the Night
- 1995 – Monsoon Featuring Sheila Chandra (återutgåva av Third Eye med några outgivna spår)

Singlar
- "Ever So Lonely" (1982) (UK #12)
- "Shakti (The Meaning of Within)" (1982) (UK #41)
- "Tomorrow Never Knows" (1982)
- "Wings of the Dawn (Prem Kavita)" (1982)
- "So Lonely" (med Jakatta) (2001)